# Trentepohlia (Trentepohlia) gracilis continentalis
Trentepohlia (Trentepohlia) gracilis continentalis is een ondersoort van de tweevleugelige Trentepohlia (Trentepohlia) gracilis uit de familie steltmuggen (Limoniidae). De ondersoort komt voor in het Afrotropisch gebied.